# Complexe sportif du Phosphate
Le complexe sportif du Phosphate (en arabe : المركب الرياضي الفوسفاط), également connu sous le nom de complexe sportif de Khourigba (en arabe : المركب الرياضي بخريبكة), est un complexe situé à Khouribga au Maroc.
Il est composé de plusieurs installations sportives dont un stade de football de 20 000 places.

## Histoire
Il a été doté d'une pelouse artificielle en 2012 où la section football de l'Olympique de Khouribga joue.
Par ailleurs le complexe comprend : 
- Terrain gazoné principal .
- Deux autres terrains gazonnés dont une aire de jeu pour le rugby ;
- Salle couverte omnisports ;
- Piscine pour les entrainements dont un bassin chauffé et un autre à ciel ouvert ;
- Quatre terrains de tennis ;
- Un circuit karting de haut niveau ;
- Trois stands internationaux de tir au vol dotés de ball-traps dans un cadre panoramique ;
- Un club de sports équestres ;
- Des salles de sports : judo, haltérophilie, gymnastique, fitness.
- ULTRAS GREEN GHOST 2007 .

Un projet est en cours pour l'agrandissement du stade de football.